# Gi Talo Gi Halom Tasi
Gi Talo Gi Halom Tasi (chamorro) eller Satil Matawal Pacifico (karoliniska), på svenska "I havets mitt", är Nordmarianernas officiella territoriella nationalsång (eftersom området är ett amerikanskt territorium är även The Star-Spangled Banner officiell nationalsång). Texten på chamorro skrevs troligen strax efter andra världskrigets slut av bröderna Jose och Joaquin Pangelinan, medan den karoliniska texten skrevs av David Kapileo Peter 1976, till melodin av den tyska sången Im schönsten Wiesengrunde av Wilhelm Ganzhorn. Den antogs av Nordmarianska Samväldets lagstiftande församling som officiell nationalsång den 3 oktober 1996. Sången sjungs/spelas när Nordmarianernas flagga hissas, efter att USA:s flagga hissats.

## Text
| Chamorro Gi talo' gi halom tåsi Nai gaigi tano' hu Ayo nai siempre hu såga Malago' hu. Ya un dia bai u hånao Bai fåttu ha' ta'lu Ti siña håo hu dingu O tano' hu. Refräng: Mit beses yan mås Hu saluda hao Gåtbo na islas Mariånas Hu tuna hao | Karoliniska Satil matawal Pacifico Igha elo falawééy iye Ighilal igha ebwe lootiw Tipééy iye. Eew ráál nge ibwe mwetesangi Nge ibwal sefáálitiiy Ese mmwel bwe ibwe lighiti Bwe falawééy. Refräng: Sangaras faal bwughuwal Ay tirow ngalugh Ling ghatchul téél falúw Mariånas Ay Mwareiti | Engelsk översättning In the middle of the sea Is where my home is That is where I will spend my days It is my desire. If I ever leave this place One day I will return For I can never leave you O land of mine. Refräng: A thousand times and more I will honor and salute you Beautiful islands of the Marianas Glory be to you |